# Silnice D10
Silnice D10 (chorvatsky Državna cesta D10) nebo též dálnice A12 (chorvatsky Autocesta A12) je silnice v Chorvatsku. V současnosti je dlouhá 35 km, po dokončení bude dlouhá 86,4 km. Silnice je po většině své délky vedená ve dvou jízdních profilech a v celé své délce je kategorizována jako rychlostní silnice. Jejím hlavním účelem je rychlé spojení mezi dálnicí A4 a městy Križevci a Vrbovec. Spolu se silnicí D12 tvoří tzv. Podrávský ypsilon (Podravski ipsilon).

## Průběh
Silnice začíná na exitu 9 na dálnici A4 a vychází z dálniční křižovatky Sveta Helena. Pokračuje na východ k městu Vrbovec a tvoří jeho obchvat. Nachází se zde exit 1 mezi vesnicemi Greda a Luka jihozápadně od Vrbovce (zde se též nachází jediná odpočívka, Odmorište Luka), exit 2 u vesnice Prilesje jižně od Vrbovce a exit 3 u vesnice Konak jihovýchodně od Vrbovce. Dále pokračuje na severovýchod, kde se u vesnice Grabrić nachází exit 4 a dálniční křižovatka se silnicí D12. Mezi opčinou Gradec a vesnicí Cugovec se nachází exit 5, a mezi vesnicí Cubinec a městem Križevci se nachází exit 6 a zde silnice D10 končí. V budoucnosti bude dosahovat až ke městu Koprivnica a hraničnímu přechodu Gola-Berzence s Maďarskem.

## Výstavba
Plánovaná délka dálnice je 86,4 km, z toho již bylo 35 km vystavěno. Projekt výstavby je rozdělen na pět úseků a v současnosti se staví 20 km dlouhý úsek mezi Gradcem a vesnicí Kloštar Vojakovački v opčině Sokolovac. Cena výstavby tohoto úseku dosahuje 1,17 miliard chorvatských kun. Práce byly oficiálně zahájeny 27. dubna 2009.